# Glückwunsch … mal wieder sitzengeblieben
Glückwunsch … mal wieder sitzengeblieben ist eine französische Filmkomödie von Claude Zidi aus dem Jahr 1980.

## Handlung
Das Schuljahr der Privatschule Cours Louis XIV in Versailles endet mit einem für die Schulleiterin Lucie Jumaucourt katastrophalen Ergebnis: Alle Schüler der Abschlussklasse sind durchgefallen. Statt Trauer herrscht bei den Schülern jedoch Begeisterung, hat das Nichtbestehen des Baccalauréats doch bei manchen Tradition: Baptiste Lavalle, genannt „Bebel“, ist beispielsweise bereits zum vierten Mal durch die Prüfung gefallen. Auch im neuen Schuljahr zeigt sich bei den Schülern keine Verbesserung der schulischen Leistungen und der Einstellung zum Bac. Lucie Jumaucourt hat sich jedoch vorgenommen, dass alle Schüler am Ende des Schuljahres ihr Bac in der Tasche haben werden. Sie ersetzt die attraktive Sportlehrerin Marilyn durch den Hünen Bruce, der ihr zudem als Drohmaßnahme bei Fehlverhalten im Unterricht dient. Sämtliche Klassenzimmer werden videoüberwacht und selbst das Rauchen im Toilettenraum durch Rauchmelder erschwert. Dennoch gelingt es den Schülern durch moderne Technik immer wieder, ihren eigenen Kopf durchzusetzen: Die Videoüberwachung wird durch Einspielen eigener Filme zur Farce, der Chemieunterricht durch die falsche Dosierung von Chemikalien zur sehr nebligen Angelegenheit und die Mathestunde durch scheinbar stumme Antworten zu einer Herausforderung für den schwerhörigen Mathelehrer Léon. Statt der Schule widmen sich die Schüler lieber ihren Liebesbeziehungen, so versucht Bebel vergeblich, Julien seine Freundin Caroline auszuspannen, und landet am Ende mit Jeanne im Bett. Die eröffnet ihren Mitschülern bald darauf, schwanger zu sein.
Das Chaos im Unterricht wird durch einen neuen Schüler gedämpft: Gaston Pourquier ist bereits Rentner und will sich mit dem Bac einen Lebenstraum erfüllen. Die Vorprüfung zum Bac lässt Lucie Jumaucourt jedoch verzweifeln, schafft doch selbst der Beste der Klasse nur wenig mehr als ein Viertel der möglichen Punkte. Dennoch gibt sie sich vor der Klasse zufrieden und stellt den Schülern am nächsten Tag ihren neuen Lehrer vor: Eine Lernmaschine aus den USA, die für jede falsche Antwort Schläge verteilt, richtige Antworten jedoch mit Süßigkeiten belohnt. Zwar ordnen sich die Schüler zunächst der Maschine unter, arbeiten dann aber an neuen Wegen, um das Lernen zu verhindern. Nach einem ersten Bombenalarm, der den von den Schülern sowie schon genervten Kommissar auf die Palme bringt, fällt die Polizei jedoch auf keinen weiteren Alarm mehr herein. Kurzerhand basteln Bebel und seine Kumpane eine echte kleine Bombe. Die Pläne werden wirklichen Terroristen bekannt, die eine identische große Bombe bauen. Durch verschiedene Zufälle landet die Terroristen-Bombe in der Schule und die kleine in der Botschaft von Abou-Yamen. Da die Polizei sich weigert, den Schülern die Geschichte von der echten Bombe zu glauben, kommt es zu einer Explosion, die das Schulgebäude vollkommen verwüstet. Vor Gericht beteuern die Schüler, keine Kriminellen zu sein, und die Richterin will ihnen unter einer Bedingung glauben: Bestehen alle das Bac, ist die Sache vergessen. Fallen sie durch, müssen sie ihre Haftstrafe antreten. Als Aufseher bei den Prüfungen darf der Kommissar fungieren, der frohlockt. Durch exzessives Mogeln in ausgefallenen Variationen bestehen am Ende alle Schüler sowohl die schriftliche als auch die mündliche Prüfung, wobei Jeanne während der schriftlichen Prüfung sogar ihre Tochter auf die Welt bringt. Der Kommissar ist empört über die Ungerechtigkeit in der Welt.
Zehn Jahre später treffen sich die ehemaligen Schüler wieder. Alle haben auf unterschiedliche Weise ihr Leben gemeistert. Vor dem Treffpunkt regelt der Kommissar halb verrückt den Verkehr. Bebel holt ihn zu ihrem Treffen dazu und alle spielen ihm einen letzten Streich: Als er die Kerzen auf einer Geburtstagstorte auspusten will, explodiert die Torte und lässt ihn sahneverziert zurück.

## Produktion

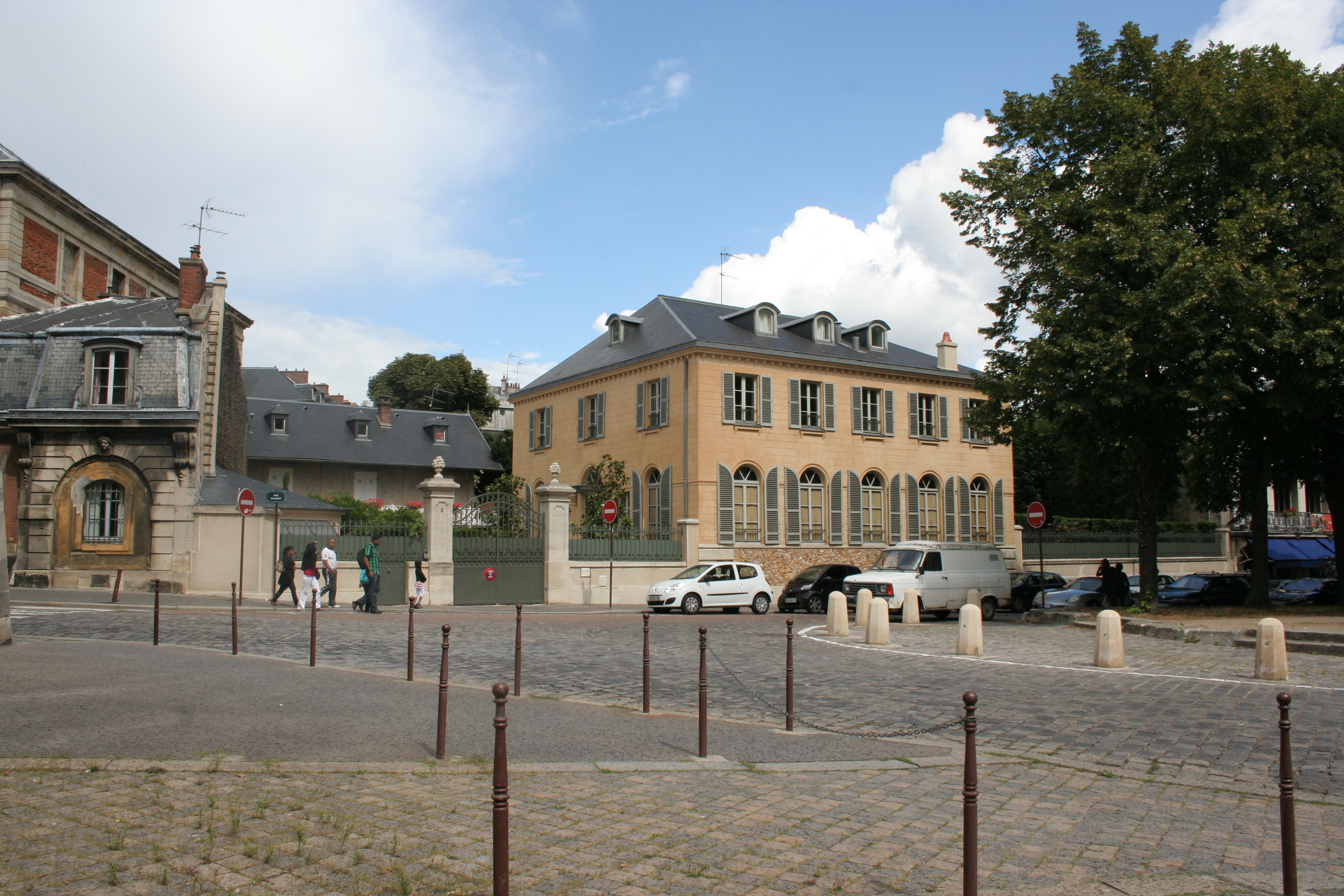
Cours Louis VIX in Versailles

Glückwunsch … mal wieder sitzengeblieben wurde in Paris und Versailles gedreht. Die Filmbauten schuf Jacques Voizot. Der Film kam am 30. April 1980 in die französischen Kinos und wurde mit fast vier Millionen Zuschauern ein Kassenerfolg. Er lief am 18. Juni 1981 auch in den bundesdeutschen Kinos an.
Im Jahr 1982 kam mit Glückwunsch II – Die Lümmel machen Ferien eine Fortsetzung des Films in die Kinos.

## Kritik
Der film-dienst nannte Glückwunsch … mal wieder sitzengeblieben eine „flotte Pennälerkomödie mit vielen boshaften Scherzen und einigen zündenden Gags“, in der „über weite Strecken […] allerdings nur laues Klamottenklima“ herrscht.